# البرنامج الوطني لاستئصال الملاريا

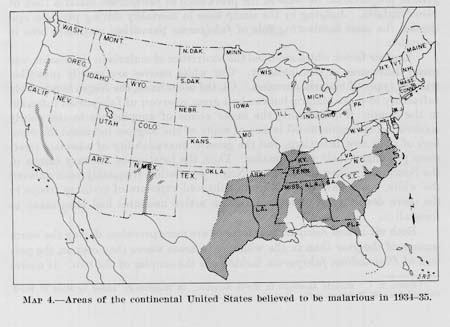
خريطة الولايات المتحدة توضح أماكن إنتشار الملاريا بين عامي 1934 - 1935.

أطلق البرنامج الوطني للقضاء على الملاريا (بالإنجليزية:National Malaria Eradication Program) في 1 يوليو 1947 في الولايات المتحدة. وقد نجح هذا البرنامج في القضاء على الملاريا في الولايات المتحدة بحلول عام 1951.